# Carnsore Point SAC
Carnsore Point SAC este o arie protejată (arie specială de conservare — SAC, sit de importanță comunitară — SCI) din Irlanda întinsă pe o suprafață de 8.736,19 ha, integral pe uscat.

## Localizare
Centrul sitului Carnsore Point SAC este situat la coordonatele 52°11′08″N 6°20′13″W / 52.185598°N 6.336857°V.

## Înființare
Situl Carnsore Point SAC a fost declarat sit de importanță comunitară în ianuarie 2002 pentru a proteja un număr necunoscut de specii din flora spontană și fauna sălbatică aflate în arealul zonei. Situl a fost protejat și ca arie specială de conservare în octombrie 2016.

## Biodiversitate
Situată în ecoregiunea atlantică, aria protejată conține 2 habitate naturale: Terase mlăștinoase și terase nisipoase neacoperite de apă la reflux, Recifuri.
La baza desemnării sitului se află un număr nedeclarat de specii protejate.
Pe lângă speciile protejate, pe teritoriul sitului au mai fost identificate 7 specii de nevertebrate.